# Palacio de Hierro de Orizaba
El Palacio de Hierro de Orizaba es un edificio construido para ser la sede del Gobierno Municipal de la ciudad de Orizaba, Veracruz, México a finales del siglo XIX, se encuentra ubicado en la Calle Madero entre Poniente 2 y 4. El edificio es el máximo exponente del  Art Nouveau en México y se encuentra catalogado como el único palacio metálico Art Nouveau en el mundo.

## Historia
Durante la Era Porfiriana, Orizaba era la quinta ciudad más importante de México y la más rica e industrial del Estado de Veracruz. Considerada durante el Porfiriato como la ciudad más culta y educada del país, razones por las cuales, una gran parte de sus habitantes, principalmente en las últimas dos décadas de 1800, habían emigrado a la entidad a probar fama y fortuna de diferentes partes del mundo, franceses, suecos, irlandeses, ingleses, españoles, italianos, estadounidenses, alemanes, etc.; este flujo inmigrante trajo consigo el gusto por la cultura internacional y las últimas tendencias europeas a la ciudad.
El 26 de septiembre de 1891, con el apoyo de la ciudadanía, el Gobierno Estatal y Federal, el Municipio de Orizaba, bajo la presidencia del Señor Julio M. Vélez, hizo las gestiones necesarias a través del Ministro Plenipotenciario de México en el Extranjero, el Orizabeño Don Sebastián Antonio Duque de Mier y Celis, que residía en París junto con su esposa la Duquesa Isabel Pesado de la Llave, para encargar a La Société Anonyme des Forges d'Aiseau, de Bélgica, construir un edificio único y excepcional que representara la modernidad y pujanza económica de Orizaba, un palacio que presentara su internacionalización al mundo.
La constructora belga llamó al arquitecto de mayor prestigio y renombre en Europa, aquel que con su muy personal visión de modernidad y técnicas constructivas, pudiera concretar el diseño de tan prestigiado contrato, este fue el belga Joseph Danly, concibió un Palacio de estructura metálica, completamente desarmable. Su costo fue de 71,000 pesos de plata que en gran parte se pagó gracias al donativo que el filántropo Orizabeño, Don Manuel Carrillo Tablas hizo para costear la obra. El resto fue pagado por el Municipio y el Gobierno del Estado.
La totalidad de la carga fue de 3369 bultos más la estructura metálica y fue transportada en tres buques de vapor, el París con 880 bultos, Vala con dos vagones de ladrillos y el Havhre con 2489 bultos desde el Puerto de Amberes, Bélgica hasta el puerto de Veracruz en tres viajes.
Al llegar al puerto de Veracruz, el costo de desembarco y transportación del palacio desarmado a la ciudad de Orizaba, la cual se encuentra en una zona de altas montañas, requirió de 10 000 pesos más por tonelada, costo sufragado nuevamente por su ilustre mecenas Señor Carrillo Tablas. El altísimo costo de construcción obligó al municipio a emplear solo los planos originales del edificio para su ensamblaje y contratar un grupo de constructores mexicanos a cargo de los ingenieros mexicanos Arturo B. Boca, el cual se encargó de su cimentación, y el ingeniero Ricardo Segura, el cual fue designado para la construcción del edificio. El predio establecido, fue la Plaza de Armas entre la Antigua Casa Consistorial de Orizaba y el entonces Palacio Municipal. Los árboles que adornaron la plaza por siglos se hicieron mudar a la Alameda de la ciudad.
La fastuosa inauguración se dio el 16 de septiembre de 1894 junto con la celebración de las fiestas de la Independencia de México, exactamente un año más tarde de iniciada su construcción. Entre los asistentes a tan magna celebración se encontraba el gobernador del Estado, Señor Teodoro A. Dehesa Méndez.

## Características
El edificio posee dos niveles y está construido principalmente con una estructura de acero, así como madera, con detalles forjados en hierro.
Hasta los 90 el edificio tenía una combinación de colores ocre y crema, después se cambió por el verde y caqui actuales.

## Estado actual
El Palacio de Hierro funcionó como sede municipal ininterrumpidamente por 97 años hasta el año 1991, cuando el entonces Presidente Municipal de Orizaba, el arquitecto Isaías Rodríguez Vivas, por decreto municipal, trasladó los poderes de gobierno de la ciudad al antiguo edificio del Centro Educativo Obrero (CEO), actualmente llamado Palacio Orizaba.
Hoy en día, el Palacio de Hierro se encuentra remodelado, ya que por sus características requiere de constante mantenimiento. En su interior se albergan las Oficinas de Turismo de la ciudad y seis museos: el Museo de la Cerveza, Museo de la Cuna del Fútbol, Museo Raíces de Orizaba, Mesoamérica, Planetario Rodolfo Neri Vela y el Museo Interactivo de Orizaba. De igual forma se encuentra la Sala Eiffel, ocupada para conferencias y una Cafetería. Los Jardines del Palacio, así como sus calles aledañas también han sido remodeladas.

## Fotografías

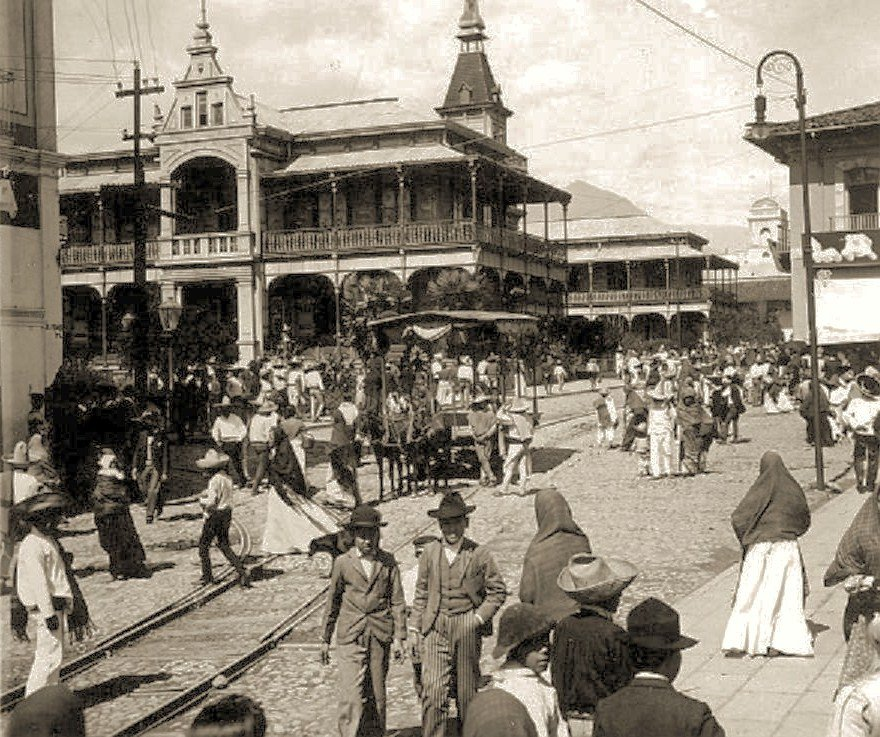
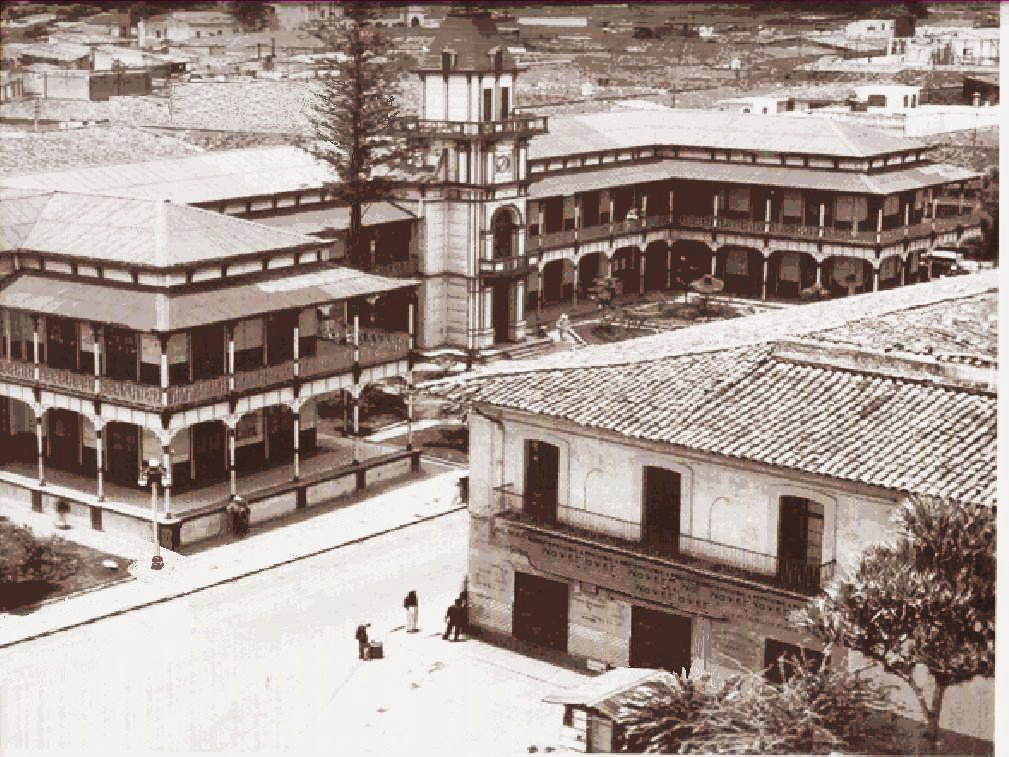
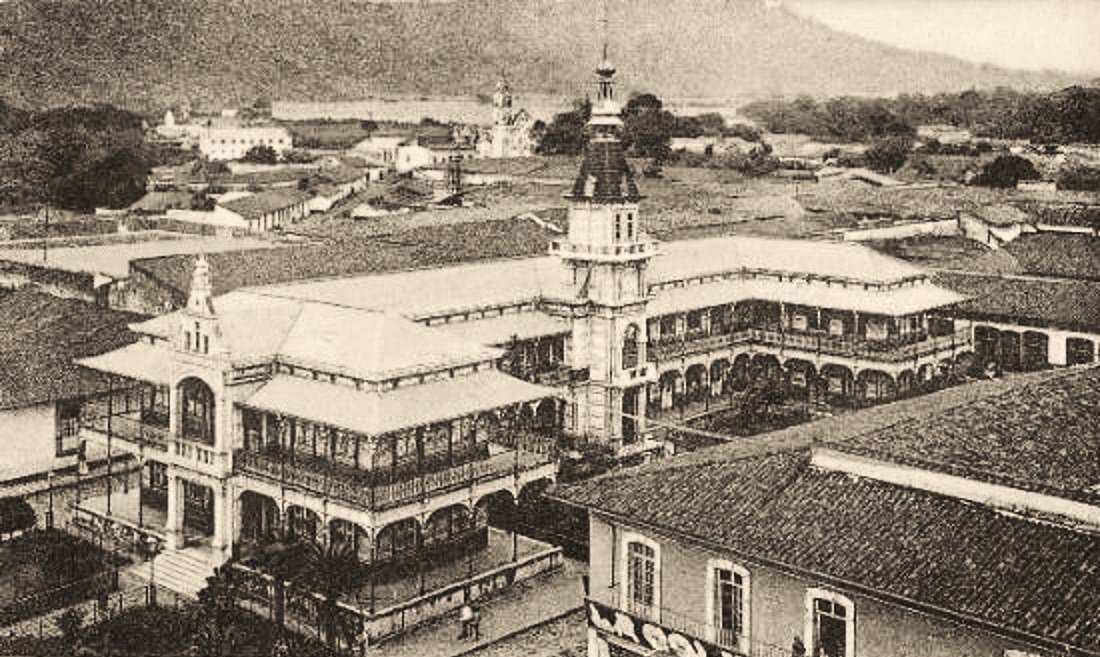
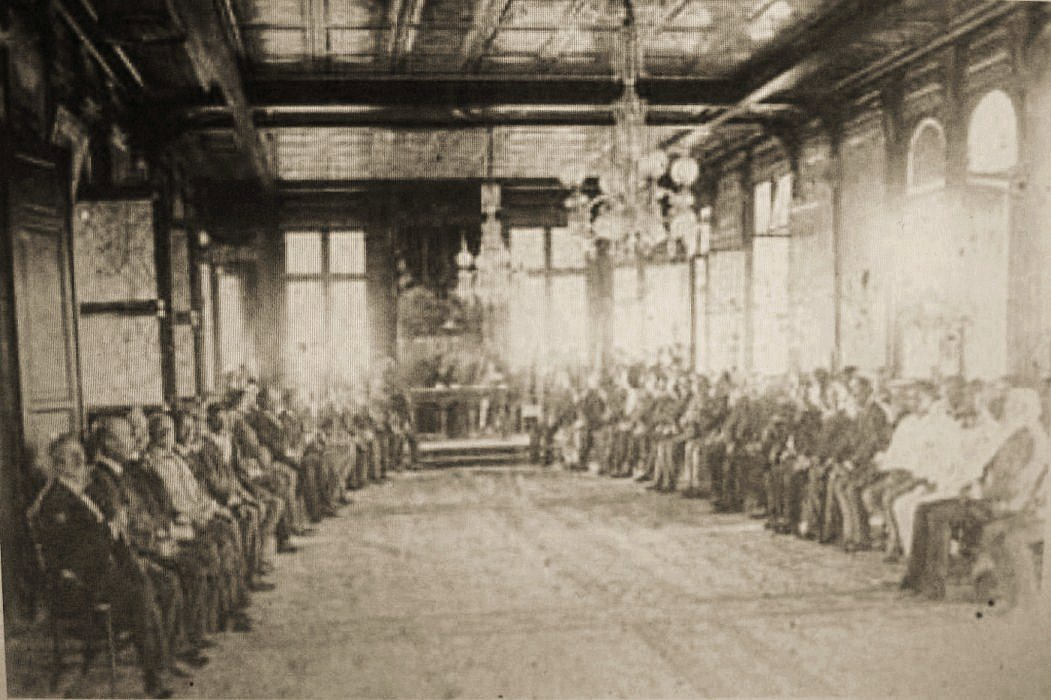
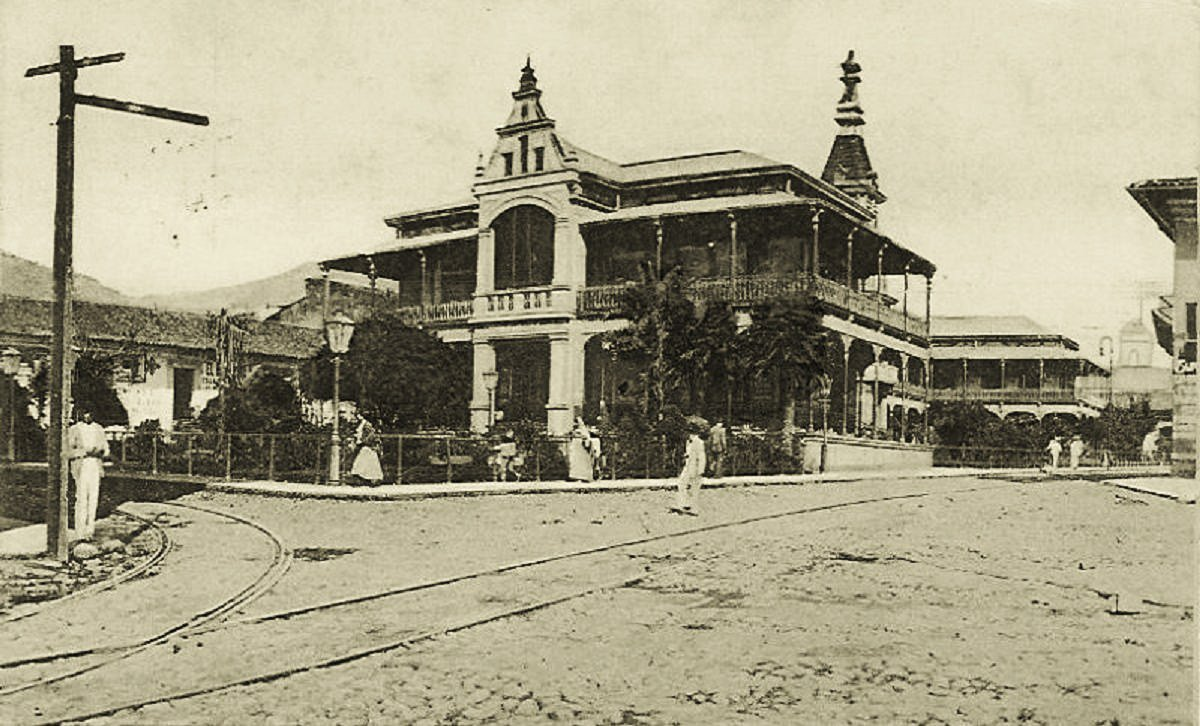